# Râul Soconzel
Râul Soconzel este un curs de apă, afluent al râului Maria.

## Hărți
- Harta județului Satu Mare